# Totengebet (Film)
Totengebet ist ein deutscher Fernsehfilm von Josef Rusnak aus dem Jahr 2019 mit Jan Josef Liefers in der Rolle des Berliner Anwalts Joachim Vernau. Es ist die fünfte Verfilmung der Joachim-Vernau-Reihe und basiert auf dem gleichnamigen Roman von Elisabeth Herrmann. Der Film wurde am 14. Januar 2019 im ZDF als Fernsehfilm der Woche erstmals ausgestrahlt.

## Handlung
Rechtsanwalt Joachim Vernau wird von einer jungen Frau aufgesucht, die ihn fragt, ob er ihr leiblicher Vater sei, was er verneint. Rachel Cohens Ziehvater ist vor kurzem verstorben, und nun ist sie aus New York nach Berlin gekommen. Sie hat ein Foto gefunden, das ihre verstorbene Mutter mit vier jungen Männern, Mike, ihrem Vater, Daniel und Rudolf, zeigt. Das Foto stammt aus den 1990er Jahren, als Vernau in Boston 5 Monate Jura studierte. Seine Neugier ist geweckt, und so macht er sich mit Rachel auf, seine ehemaligen Kommilitonen zu finden. Ihr Weg führt zuerst in eine Berliner Synagoge zu Rudolf Scholl-Weissenborn. Er ist jüdischen Glaubens wie Rachels Mutter Rebecca und hatte auch nach ihrem Weggang in die USA mit ihr und dem Kommilitonen Mike noch Kontakt. Seines Wissens hatte sie sich seinerzeit von einer Fähre ins Wasser gestürzt und war danach verschwunden. Um Rachel weitere Fragen zu beantworten, soll sie ihn am Abend in seinem Geschäft aufsuchen. Ehe es dazu kommt, wird Rudi umgebracht, und Rachel ist verschwunden. Der ermittelnde Kommissar hält Rachel für die Täterin, da er ausschließlich ihre Fingerabdrücke findet. Sie ist jedoch schon mit dem Flugzeug unterwegs nach New York, worauf Vernau ihr nachreist, weil er ihre Unschuld beweisen will. In Boston angekommen, begibt er sich zuerst zu der Adresse, wo Rachel aufgewachsen ist. Die Familie Cohen lebt noch nach der Schiv’a, bei dem die Verwandten eines Verstorbenen sieben Tage lang zusammenkommen. Vernau erfährt von Rachels jüngerem Halbbruder Joel, dass seine Schwester die Familie im Streit verlassen hat. Nach Hinweisen ihres Bruders findet Vernau Rachel in einem Strandlokal. Sie erklärt, dass sie mit dem Mord nichts zu tun und sich schon in Berlin verfolgt gefühlt habe. Vernaus Weg führt ihn zur Universität in Boston, wo er herauszufinden hofft, was aus Mike Collins geworden ist, der seinerzeit mit Rebecca in die USA gegangen war. Vernau findet ihn in der Universität, wo Mike als Dozent Vorlesungen hält. Mike berichtet ihm, dass auch ihr Kommilitone Daniel Schöbendorf zurück nach Boston gekommen sei. Obwohl Daniel eigentlich mit Rebecca befreundet war, sei er dann plötzlich mit ihrer besten Freundin Carrie nach Thailand verschwunden. Als Vernau Carrie aufsuchen will, die inzwischen wieder in Boston wohnen soll, trifft er vor deren Wohnung auf ein Polizeiaufgebot; offensichtlich wurde Carrie vor Kurzem umgebracht. 
Ehe sich Vernau versieht, sitzt Rachel bei ihm im Wagen und nötigt ihn, sie wegzubringen. Nach ihrer Darstellung will ihr jemand die Morde anhängen, um zu verhindern, dass nach so vielen Jahren die Wahrheit ans Licht käme. Nach ihrer Recherche könnte Daniel Schöbendorf ihr Vater sein. Möglicherweise habe man sein Verschwinden nur vorgetäuscht, weil man ihn ermordet hatte. Als beide am nächsten Tag mit dem Auto unterwegs sind, werden sie von einem anderen Auto attackiert, wobei Rachel den Fahrer des attackierenden Autos mit dem Revolver ihres Stiefvaters Uriel tödlich trifft. Beide Autos verunglücken, und Vernau wird ins Brooklyn Medical Center gebracht, wo er von Detective Lankster verhört wird. 
Rachel ist allerdings verschwunden. Sie meldet sich am nächsten Tag telefonisch bei Vernau. Sie hat herausgefunden, wo die Hebamme ihrer Mutter lebt, und möchte, dass er sie dorthin begleite. Frau Gutmann lebt in einem Seniorenheim und kann sich mit etwas Hilfe erinnern. Rebecca habe seinerzeit ihr Kind bekommen und es dann zurückgelassen. Vernau fällt auf, dass Frau Gutmann sehr gut versorgt ist und jeden Tag frische Blumen erhält. Er erkundigt sich und erfährt, dass an den Unterbringungskosten eine Rechtsanwaltsfirma beteiligt ist. Als er dem nachgeht, steht plötzlich Rebecca, inzwischen Teilhaberin der Anwaltsfirma, vor ihm. Sie meint, Frau Gutmann sei die einzige Familie, die sie noch habe. Nachdem sie erfahren habe, dass Daniel sie mit einer anderen Frau verlassen hätte, sei in ihr eine Welt zusammengebrochen, weshalb sie sich auch der Verantwortung, Mutter zu sein, nicht habe stellen wollen. Vernau gibt ihr zu verstehen, dass sie ihre Entscheidung womöglich unter falschen Voraussetzungen getroffen hatte.
Nachdem Vernau von Rebecca erfahren hat, dass Mike Collins seinerzeit die Nachricht von Daniels Flucht überbracht hatte, versucht er, ihn zur Rede zu stellen. Er findet ihn am Strand. Mike lädt ihn zu einer Bootsfahrt ein, wo er in Lebensgefahr gerät, als er mit Mike aufs Meer hinaus fährt. Während Mike von Bord springt, lässt er das Boot mit blockierter Lenkung auf die Küste zurasen. Vernau kann ein Unglück abwenden, während Mike verschwunden bleibt. Zuvor hat er Vernau die wahren Begebenheiten geschildert. Vor 29 Jahren hatte er mit Carrie, Kurt und Daniel gefeiert. Nach einem Streit war Daniel tödlich gestürzt, und sie hatten die Leiche ins Wasser geworfen. Damit die beiden Zeugen schwiegen, hatte er ihnen viel Geld gezahlt, doch nachdem er Präsident der Universität Boston werden sollte, wollten sie mehr Geld. Deshalb habe er ihnen jemanden geschickt, der ihnen eigentlich nur Angst machen sollte.
Am Grab von Uriel Cohen treffen Rebecca und Rachel nach 29 Jahren aufeinander.

## Nebenhandlung
Vernaus Mutter und ihre Freundin Hütchen haben gerade einen alten Freund zu Besuch. Georg kommt aus New York und hat Hildegard Vernau eingeladen, Manhattan zu besuchen. Da auch Vernau selber gerade in den USA ist, besucht er seine Mutter in einem Jazzlokal und erfährt, dass Georg ihr nach 60 Jahren einen Heiratsantrag gemacht hat. Hildegard bleibt jedoch nicht in New York und erbittet sich noch etwas Bedenkzeit.

## Hintergrund
Totengebet wurde vom 10. April bis zum 17. Mai 2018 in Boston und New York gedreht.
Nach dem vierten Teil der Joachim-Vernau-Reihe wurde dieser fünfte Film erst nach dreijähriger Pause unter der Regie Josef Rusnaks gedreht, da Vernau-Stammregisseur Carlo Rola im März 2016 verstorben war.

## Rezeption

### Einschaltquote
Die Erstausstrahlung von Totengebet wurde in Deutschland am 14. Januar 2019 von 7,0 Millionen Zuschauern gesehen und erreichte somit einen Marktanteil von 21,7 Prozent für das ZDF.

### Kritiken
Auf tittelbach.tv urteilte Tilmann P. Gangloff: „Bislang hat die Autorin [Elisabeth Herrmann] ihre Bücher selbst adaptiert; Regie führte stets Carlo Rola. Nun hat das Personal gewechselt, was kein Schaden war; nach einem guten Auftakt hatten die letzten Filme deutliche dramaturgische Schwächen. Auch Josef Rusnak hat aus ‚Totengebet‘ […] keinen Thriller gemacht, aber die Erinnerungssuche des von Jan Josef Liefers gewohnt sehenswert verkörperten Anwalts, der nach einem Unfall sein Gedächtnis verloren hat, ist jederzeit spannend, zumal Vernau mit seiner eigenen Biografie konfrontiert wird.“ Fazit: „Mit ‚Totengebet‘ hat die Reihe wieder zur Qualität des ersten Films zurückgefunden“
„Einige Storyelemente und die dramaturgische Unsitte, dass im Ausland vornehmlich Deutsch gesprochen wird, kratzen an der Glaubwürdigkeit“, meinten die Kritiker der Fernsehzeitschrift TV Spielfilm über den Film, bewerteten ihn aber dennoch mit dem Daumen nach oben.
Martin Seng von quotenmeter.de schrieb: „Totengebet“ ist „eine gelungene und spannende Geschichte, die deutlich tiefer ist, als man auf den ersten Blick meinen mag. Auch wenn der Film den Humor aus den vorherigen Rollen von Liefers vermissen lässt, ist seine Darstellung als Vernau sehenswert. Mit kleineren Abstrichen ist ‚Totengebet‘ also eine Empfehlung, die insbesondere wegen Liefers ausgesprochen wird.“
Bei der der FAZ wertete Heike Hupertz: „Während Vernau durch New York schweift (schöne Bilder) und Jazztrompetensounds (Soundgestaltung Mario Grigorov) von der Mittelmäßigkeit der Handlung ablenken, nimmt die Geschichte ihren üblichen Spannungsverlauf. Verschwendet sind die Talente von Elisabeth Schwarz als Vernaus Mutter und Carmen-Maja Antoni als ihre WG-Partnerin sowie Stefanie Stappenbeck als Kanzleipartnerin. Edeka-Mann Friedrich Liechtenstein tritt als Bluestrompeter im Blue Note-Club auf. Claudia Michelsen muss zum Schluss die Fäden entwirren. Ergo geht ‚Totengebet‘ als gute Unterhaltung mit Quotengarantie durch.“
Eric Leimann von Prisma.de urteilte: „Bei den Kritikern haben die arg vorhersehbaren Vernau-Plots wenig Kredit. Tatsächlich strotzt die Handlung auch in ‚Totengebet‘ wieder vor Klischees, wogegen selbst die „die ‚bauliche‘ Qualität der Thriller-Krimis“ und die prominente Besetzung nichts auszurichten vermag.“